# Ngampel (Manyar)
Ngampel is een bestuurslaag in het regentschap Gresik van de provincie Oost-Java, Indonesië. Ngampel telt 1220 inwoners (volkstelling 2010).